# Kyodo News
Kyodo News (共同通信社, Kyōdō Tsūshinsha) é uma agência de notícias cooperativa sem fins lucrativos, com sede em Minato, Tóquio, no Japão, fundada a 1 de novembro de 1945. É responsável pela distribuição de notícias a vários jornais, estações de rádio e canais de televisão no país. Seu braço financeiro K. K. Kyodo News foi estabelecido em 1972 e sua subdivisão Kyodo News International estabelecida em 1982, fornece mais de duzentos relatórios para os meios de comunicação internacionais e está situada no Rockefeller Center, em Nova Iorque, Estados Unidos.
A Kyodo News foi constituída por Furunu Inosuke, o presidente da Agência de Notícias Domei, após a dissolução da mesma no fim da Segunda Guerra Mundial.
A agência emprega mais de mil jornalistas e fotógrafos e mantém acordos de troca de notícias com mais de setenta meios de comunicação internacionais.